# Квапау
Куапо (Alkansea, Arkansas, Capa, Ogaxpa, Quapaw) — почти исчезнувший сиуанский язык, на котором говорит народ куапо (квапау), который проживает на северо-восточном краю штата Оклахома в США. Похож на языки канса, омаха, осейдж и понка. Почти всё население в настоящее время говорит на английском языке.